# Pulau Kedundung
Pulau Kedundung is een bestuurslaag in het regentschap Kuantan Singingi van de provincie Riau, Indonesië. Pulau Kedundung telt 915 inwoners (volkstelling 2010).